# Luke Letlow
Luke Joshua Letlow (Monroe, 6 dicembre 1979 – Shreveport, 29 dicembre 2020) è stato un politico e informatico statunitense.

## Biografia
Ultimogenito di Dianne e Johnny Letlow, crebbe nella comunità rurale non incorporata di Start, a est di Monroe, nella Louisiana. Si diplomò alla Ouachita Christian High School e conseguì una laurea in sistemi informatici presso la Louisiana Tech University nel 2003.
Membro del Partito Repubblicano già durante gli anni universitari, Letlow fu nel 2000 stagista per John Cooksey, all'epoca rappresentante del quinto distretto congressuale della Louisiana alla Camera dei rappresentanti degli Stati Uniti.  Fu presidente dei Repubblicani del Louisiana Tech College nel 2001 e della Louisiana Federation of College Republicans nel 2002.
Letlow lavorò per Bobby Jindal durante il mandato di costui alla Camera dei Rappresentanti degli Stati Uniti per il primo distretto congressuale della Louisiana come suo direttore del distretto congressuale dal 2005 al 2008. Durante il primo mandato di Jindal come governatore della Louisiana fu responsabile degli affari intergovernativi dal 2008 al 2010. Divenne quindi direttore degli affari della comunità per QEP Resources, una compagnia energetica con sede a Denver.  Letlow tornò in Louisiana nel 2014 per svolgere il ruolo di responsabile della campagna per Ralph Abraham durante la sua elezione per il quinto distretto congressuale della Louisiana. Fu a capo dello staff di Abraham durante i suoi tre mandati.
Quando Abraham decise di non ripresentarsi, Letlow si candidò e fu eletto alla Camera dei rappresentanti degli Stati Uniti in rappresentanza del quinto distretto della Louisiana nel 2020. Risultò il più votato con il 33,1% dei voti - vincendo poi il ballottaggio (col 62%) del 5 dicembre contro l'altro repubblicano, Lance Harris - ma non entrò mai in carica; morì infatti il 29 dicembre per complicazioni da COVID-19, all'età di 41 anni, prima dell'insediamento del nuovo Congresso previsto per il 3 gennaio 2021.

## Vita privata
Era sposato dal 2013 con Julia Barnhill e aveva due figli piccoli. Il 14 gennaio 2021 la vedova di Letlow annunciò l'intenzione di candidarsi alle speciali elezioni indette per il 20 marzo 2021 per sostituire il marito nell'incarico: la donna risultò eletta.